# آلن تیک
آلن تیک (انگلیسی: Alan Thicke؛ زادهٔ ۱ مارس ۱۹۴۷) یک هنرپیشه اهل کانادا بود. وی از سال ۱۹۶۹ میلادی تاکنون مشغول فعالیت بوده‌است. آلن تیک در دسامبر ۲۰۱۶ درگذشت.